# Sherihan
Sherihan (en arabe شريهان), de son nom complet Sherihan Ahmed Abdel Fattah el Shalakani, née le 6 décembre 1964, est une chanteuse, comédienne et danseuse égyptienne.

## Biographie
Elle commence à jouer tôt, puisqu'elle fait sa première apparition au cinéma en 1977, alors qu'elle n'a que douze ans. Son frère Omar Khorshid est un acteur et guitariste mort prématurément en 1981. Elle est célèbre pour son émission télévisée Fawazir Ramadan (en), spectacle qui mêle jeu, danse et musique, dans les années 80 et 90. Elle anime aussi une série d'émissions inspirées des Mille et une nuits. Un accident de la route puis une longue maladie l'éloignent de la scène pendant presque vingt ans,. Elle fait un retour remarqué sur les planches en 2021 en jouant dans la pièce Coco Chanel de Medhat al-Adl,. Elle avait joué auparavant dans une adaptation au théâtre de Muhammad Ali street, dans les films Échec et mat en 1995 et al-Eshq wa 'l-Dam (« Amour et sang ») en 2002,. Elle a remporté un prix au Festival du Caire pour son rôle dans le film Arak el-balah (« La sueur des palmiers ») en 1998.
En 2011, elle apporte son soutien aux manifestations qui conduisent à la démission du président Moubarak.